# Vogel der Nacht (Paola-Lied)
Vogel der Nacht ist ein Lied der Schweizer Schlagersängerin Paola aus dem Jahr 1978. Es war ein deutscher Beitrag zum Vorentscheid beim Eurovision Song Contest 1979, wo er dem Lied Dschinghis Khan unterlag.

## Entstehung und Veröffentlichung
Geschrieben wurde das Lied gemeinsam von Erich Ließmann (Jean Frankfurter) und Robert Puschmann. Für die Produktion zeichnete Roland Heck verantwortlich.
Die Erstveröffentlichung von Vogel der Nacht erfolgte als Single im April 1978 bei CBS Records. Diese erschien als 7″-Single mit der B-Seite Meine Reise hat ein neues Ziel (Katalognummer: 7227). Das Lied erschien auf keinem Studioalbum von Paola, jedoch auf diversen Best-of-Alben, darunter das im Folgejahr erschienene Ihre größten Erfolge (Katalognummer: 84926).
Um das Lied zu bewerben, erfolgte unter anderem ein Liveauftritt in der ZDF-Hitparade am 11. Juni 1979.

## Coverversionen
2016 nahm der Schweizer Sänger Michael von der Heide eine Coverversion auf seinem Tribute-Album Paola auf.